# Phyllotreta nemorum
altise du chou, altise des crucifères, petite altise des crucifères
Espèce
Phyllotreta nemorum, aussi appelé altise du chou, altise des crucifères ou petite altise des crucifères est une espèce de petits insectes coléoptères, ravageur des Brassicaceae comme le chou ou le colza.

## Distribution
Phyllotreta nemorum est une espèce à répartition transpaléarctique.

## Description

### Adulte
L'adulte mesure de 3 à 3,5 mm, il est entièrement noir et ses élytres ont une bande jaune latérale.
Il vit sur les feuilles des crucifères qu'il perfore (voir dégâts).

### Larve
La larve mesure 5 à 6 mm, elle est entièrement jaune sauf la tête et les pattes qui elles sont noires.

## Cycle biologique
Au mois d'avril, l'adulte reprend son activité et il pond, ensuite développement embryonnaire dure environ 10 jours puis la larve pénètre à l'intérieur des feuilles et se développe entre les deux épidermes, elle creuse une mine qui atteint finalement 6 à 8 mm de large. Elle se nymphose ensuite dans le sol. Après nymphose, les adultes émergent en juillet-août.
Ils peuvent se maintenir en activité jusqu'en novembre avant de trouver un abri hivernal.
Une seule génération par an.

## Dégâts
L'altise du chou aussi appelée petite altise provoque des piqûres sur les cotylédons.
Ce sont les adultes qui créent les morsures à l'automne tandis qu'au printemps, les attaques d'adultes et de leurs larves sont peu incidentes sur la plante. C'est pour cela que les dégâts seront d'autant plus important que le semis est précoce pour le colza.

## Moyens de lutte
- Traitement des semences (mesurol)
- Semis tardif

### Espèces proches
- Phyllotreta albionica, altise du chou[2]
- Phyllotreta cruciferae, altise des crucifères[2]